# Kamyce
Kamyce – część miasta Wojkowice (SIMC 0945255), w powiecie będzińskim, w województwie śląskim, nad rzeką Brynicą. Do 1954 samodzielna wieś.
Leży w zachodniej części miasta. Ma charakter ulicówki, ciągnącej się wzdłuż ul Jana III Sobieskiego. Od południa, poprzez Brynicę graniczy z Kamieniem, należącym do Piekar Śląskich, a od północy z Bobrownikami. Od wschodu styka się z wojkowicką dzielnicą Żychcice.
W latach 1867–1954 Kamyce należały do gminy Bobrowniki w powiecie będzińskim. W II RP przynależały do woj. kieleckiego, gdzie 31 października 1933 otrzymały status gromady w gminie Bobrowniki.
Podczas II wojny światowej włączone do III Rzeszy.
18 stycznia 1945 wraz z powiatem będzińskim włączone do  województwa śląskiego, gdzie stanowiły jedną z 9 gromad gminy Bobrowniki
W związku z reformą znoszącą gminy jesienią 1954 roku, Kamyce włączono do gromady Żychcice.
31 grudnia 1961 gromadę Żychcice zniesiono, a Kamyce i Żychcice włączono do osiedla Wojkowice Komorne w tymże powiecie, przez co stały się one integralną częścią Wojkowic.
18 lipca 1962 osiedlu Wojkowice Komorne nadano status miasta, przez co Kamyce stały się obszarem miejskim w mieście Wojkowice.
1 lutego 1977 Wojkowice (wraz z Kamycami i Żychcicami) stały się częścią Będzina.
1 stycznia 1992 Wojkowice odzyskały samodzielność, przez co Kamyce (a także Żychcice) ponownie stały się częścią Wojkowic.